# Mbandaka
Mbandaka (lingala: Mbándáká, do 1966 Coquilhatville) – miasto w zachodniej części Demokratycznej Republice Konga, stolica Prowincji Równikowej, port na lewym brzegu rzeki Kongo. Według danych szacunkowych na rok 2004 miasto liczyło ok. 263 tys. mieszkańców. Mbandaka jest ośrodkiem budowy i remontów statków rzecznych, przemysłu spożywczego, metalowego i rybołówstwa. Ludność zajmuje się również rolnictwem i leśnictwem. Miasto posiada własne lotnisko. Działają tu także browar, drukarnia, muzeum etnograficzne i ogród botaniczny.

## Historia
Miejscowość została założona w 1883 roku przez Henry'ego Mortona Stanleya pod nazwą Équateur (fr. równik). W 1886 roku, wraz z początkiem rządów belgijskich nazwa Équateur została zmieniona na Coquilhatville.
W latach 30. XX wieku Belgowie planowali wybudować w mieście kilka fabryk i m.in. nowy ratusz. W 1938 roku rozpoczęto prace nad mostem na rzece Kongo, którym miał połączyć miasto z Kongiem Francuskim. Wybuch II wojny światowej uniemożliwił dokończenie prac i dziś po moście pozostały jedynie ślady posadowień. W 1947 roku ukończono budowę ratusza o wysokości 39 m, który był w owym czasie najwyższą budowlą na terenie Konga Belgijskiego.
W 1966 roku nowe władze zmieniły nazwę miasta na Mbandaka.

## Ogród botaniczny Eala
Położony 7 km od centrum miasta ogród botaniczny Eala został założony w 1900 z inicjatywy belgijskiego botanika dra Émile’a Laurenta. Na powierzchni 371 ha zebrano ponad 4 tys. gatunków roślin. W ogrodzie znajdują się m.in. dendrarium, ogród skalny i palmiarnia.